# Верн Котер
Верн Котер (енгл. Vern Cotter; 27. јануар 1962) бивши је новозеландски рагбиста, а садашњи рагби тренер. Током играчке каријере играо је у мелеу на позицији број 8 - чеп. 10 година играо је Каунтис манукау на Новом Зеланду, до преласка у Француску, где је променио више клубова. По завршетку играчке каријере, вратио се у своју земљу Нови Зеланд и почео је да ради као рагби тренер. После четворогодишњег рада у Беј оф пленти, почео је да ради као тренер скрама у најславнијем рагби тиму на Планети Крусејдерсима. Од 2006., до 2014., био је више него успешан тренер Клермона. Са Клермоном је освојио куп изазивача 2007., и француску лигу 2010. Са Клермоном је дошао до финала купа шампиона 2014., где их је зауставио Тулон. Везао је невероватних 76 мечева без пораза на домаћем терену. Предводио је Шкотску до четвртфинала светског првенства 2015., када су елиминисани од Аустралије.